# Anne Schüller
Anne M. Schüller (* 1952 in Rheydt) ist eine deutsche Autorin und Rednerin.

## Leben
Sie studierte Betriebswirtschaft mit Schwerpunkt Marketing an der Fachhochschule Würzburg. Schüller lebt in München und beschäftigt sich mit Empfehlungsmarketing, Touchpoint Management und Loyalitätsmarketing.
2008 erhielt sie den Schweizer Wirtschaftsbuchpreis 2008 für ihr Buch Kundennähe in der Chefetage. 2012 wurde ihr Buch Touchpoints von der Oskar-Patzelt-Stiftung mit dem Großen Preis des Mittelstandes ausgezeichnet. 2014 wurde ihr Buch Das Touchpoint Unternehmen vom Management Journal zum Managementbuch des Jahres gekürt.

## Publikationen
- gemeinsam mit Fuchs, G.: Total Loyalty Marketing. Gabler 2002. ISBN 978-3-409-12201-6.
- Zukunftstrend Kundenloyalität. Göttingen: BusinessVillage 2005. ISBN 978-3-934424-53-1.
- Zukunftstrend Empfehlungsmarketing Göttingen: BusinessVillage 2011. ISBN 978-3-86980-154-4.
- Come back! Wie Sie verlorene Kunden zurückgewinnen. Zürich: Orell Füssli 2007. ISBN 978-3-280-05242-6.
- Kundennähe in der Chefetage: Wie Sie Mitarbeiter kundenfokussiert führen. Zürich: Orell Füssli 2008. ISBN 978-3-280-05282-2.
- gemeinsam mit Schwarz, T.: Leitfaden WOM Marketing. Waghäusel: Marketing-Börse 2010. ISBN 978-3-00-030470-5.
- Kunden auf der Flucht. Wie Sie loyale Kunden gewinnen und halten. Zürich: Orell Füssli 2010. ISBN 978-3-280-05382-9.
- Erfolgreich verhandeln – Erfolgreich verkaufen. Wie Sie Menschen und Märkte gewinnen. Göttingen: BusinessVillage 2009. ISBN 978-3-938358-95-5.
- mit Vorwort von Dueck, G.: Touchpoints: Auf Tuchfühlung mit dem Kunden von heute. Managementstrategien für unsere neue Businesswelt. Offenbach: Gabal 2012. ISBN 978-3-86936-330-1.
- Das Touchpoint-Unternehmen: Mitarbeiterführung in unserer neuen Businesswelt. Gabal: 2014. ISBN 978-3-86936-550-3.
- Touch.Point.Sieg: Kommunikation in Zeiten der digitalen Transformation Gabal: 2016, ISBN 978-3-86936-694-4.
- gemeinsam mit Steffen, A.T.: Fit für die Next Economy – Zukunftsfähig mit den Digital Natives Wiley: 2017, ISBN 978-3-527-50911-9.
- gemeinsam mit Steffen, A.T.: Die Orbit-Organisation: In 9 Schritten zum Unternehmensmodell für die digitale Zukunft Gabal: 2019, ISBN 978-3-86936-899-3.